# Outlaws (gruppo musicale statunitense)
Gli Outlaws sono un gruppo southern rock fondato a Tampa Florida, USA nel 1972 da Hughie Thomasson (voce e chitarra), Henry Paul (voce e chitarra), Frank O'Keefe (basso) e Monte Yoho (batteria) cui si aggiunse nel 1973 il chitarrista e cantante Billy Jones.

## Storia del gruppo

### I primi Outlaws
Gli Outlaws si sono formati a Tampa, in Florida, a fine 1967 dal chitarrista-cantante Hughie Thomasson, il batterista David Dix, il bassista Phil Holmberg, chitarristi Hobie O'Brien e Frank Guidry, (membro di un precedente gruppo chiamato anch'esso Outlaws, oltre al cantante Herb Pino). Prima dell'arrivo di Guidry il gruppo si chiamava prima The Rogues e poi Four Letter Words. All'inizio del 1968 O'Brien e Holmberg lasciarono la band per sposarsi, e Frank O'Keefe prese il posto da bassista. Nello stesso anno, Tommy Angarano sostituì Herb Pino per un breve periodo, portando suoni di organo Hammond e il suo stile di voce alla band.
Nei successivi due anni ulteriori cambi di formazione portano il gruppo ad essere composto da Hughie Thomasson, Frank O'Keefe, Dave Dix, Billy Jones e Dave Graham, ma il gruppo presto si sciolse, per circa un anno.
Nel 1971 Henry Paul, un cantante e chitarrista nato a New York ma cresciuto nella zona di Tampa, tornato da un soggiorno a Greenwich Village di New York per formare i Sienna. È stato raggiunto da Monte Yoho e Frank O'Keefe. Nel 1972 Hughie Thomasson torna da un breve periodo a New York, si unì con Paul, Yoho e O'Keefe e i Sienna divennero i rinati Outlaws.
Billy Jones che avrebbe dovuto suonare l'organo nel biennio 1971-1972, dopo essere tornato dal Colorado nel 1973, passa alla chitarra, dando vita al primo famigerato trio della band, più tardi soprannominato The Florida Guitar Army.

### Contratto con la Arista
La band è stata la prima ad avere il contratto dalla Arista Records sotto Clive Davis. Davis era tra il pubblico in un concerto nel 1974, dove la band apriva per i Lynyrd Skynyrd a Columbia, South Carolina. Alla fine del concerto dei Lynyrd Skynyrd, il cantante Ronnie Van Zant, disse dal palco: "Se non metti sotto contratto gli Outlaws, sei la persona più stupida che abbia mai incontrato, e so che non lo sei".
Le prime canzoni note degli Outlaws sono There Goes Another Love Song e Green Grass and High Tides, tratte entrambe dal loro omonimo album di debutto del 1975.

## Formazioni

### Formazione attuale
- Henry Paul - chitarra, voce (1972–1977, 1986, 2005–2006, 2008-presente)
- Steve Grisham - chitarra, voce (1983–1986, 2013-presente)
- Randy Threet - basso, voce (2005-presente)
- Dave Robbins - tastiere, cori (2005–2006, 2010–presente)
- Monte Yoho - batteria, percussioni (1972–1979, 2005-presente)
- Dale Oliver - chitarra (2018–presente)

### Ex componenti
- Hughie Thomasson, chitarra, voce, banjo (1967–1996, 2005–2007)
- Billy Jones, chitarra, tastiere, voce (1971, 1972–1981)
- Freddie Salem, chitarra, voce (1977-1983)[2]
- Frank O'Keefe, basso, chitarra, voce (1967–1973, 1974–1976)
- David Dix, batteria, percussioni (1967-1969, 1977-1987, 2005-2007)
- Chris Anderson - chitarra, voce (1986–1989, 2005-2018)
- Buzzy Meekins, basso (1973-1974)
- Harvey Dalton Arnold, basso, voce (1976-1980)
- Rick Cua, basso, voce (1980-1983)
- Mike Duke, tastiere, voce (1980-1981)
- Chuck Glass, basso, tastiere, voce (1983-1987)
- Anthony "Nino" Catanzaro, basso, voce (1987, 1989-1990, 1992-1993)
- Barry "B. B." Borden, batteria, percussioni (1987-1995)
- Steve Kaye, basso (1988)
- Rich Parks, chitarra, voce (1988, 1991-1992)
- Ean Evans, basso, voce (1988-1989, 1992)
- David Lane, chitarra e violino (1989, 1982)
- Billy Yates, chitarra, voce (1989-1991)
- Billy Greer, basso, voce (1990)
- Chris "Hitman" Hicks, chitarra, voce (1990-1996)
- Rob Carroll, basso, voce (1990-1992)
- Timothy Cabe, chitarra, voce (1992-1993)
- Jeff Howell, basso, voce (1993-1996)
- Billy Davis, chitarra, voce (1992-1994)
- R.J. Vealey, batteria, percussioni (1995)
- Kevin Neal, batteria (1995-1996)
- Ric Toole, chitarra (2006)
- Billy Crain, chitarra, voce (2008-2013)
- Jon Coleman, tastiere, voce (2008-2010)

## Discografia

### Album in studio
- 1975 - Outlaws
- 1976 - Lady in Waiting
- 1977 - Hurry Sundown
- 1978 - Playin' to Win
- 1979 - In the Eye of the Storm
- 1980 - Ghost Riders
- 1982 - Los hombres malo
- 1986 - Soldiers of Fortune
- 1994 - Diablo Canyon
- 2000 - So Low
- 2012 - It's About Pride
- 2020 - Dixie Highway

### Album dal vivo
- 1978 - Bring It Back Alive
- 1993 - Hittin' the Road Live!
- 2002 - Extended Versions
- 2015 - Live in Los Angeles 1976
- 2016 - Legacy Live

### Raccolte
- 1982 - Greatest Hits Of The Outlaws...High Tides Forever
- 1996 - Best of The Outlaws: Green Grass and High Tides
- 2009 - Super Hits

## Videografia

### Ufficiale
- Outlaws Video LP - live concert - VHS (1983)

### Non ufficiale
- Live at The Summit, Houston, TX - DVD (1977)
- Live at The Rockpalast, Loreley, Germany - DVD (08/29/1981)
- Live at The Tower Theater, Philadelphia - DVD (07/09/1982)